# Ecuadoraans voetbalelftal in 2017
Het Ecuadoraans voetbalelftal speelde in totaal tien officiële interlands in het jaar 2017, waaronder zes duels in de kwalificatiereeks voor het WK voetbal 2018 in Rusland. De ploeg stond onder leiding van de begin 2015 aangestelde bondscoach Gustavo Quinteros; hij werd ontslagen in september na de thuisnederlaag tegen Peru (1–2) en vervangen door Jorge Célico. Ecuador eindigde als achtste in de eindrangschikking van de CONMEBOL-zone en wist zich daardoor niet te plaatsen voor de eindronde. Op de in 1993 geïntroduceerde FIFA-wereldranglijst zakte Ecuador in 2017 van de 20ste (januari 2017) naar de 70ste plaats (december 2017).

## Balans
| Wedstrijden | Wedstrijden | Wedstrijden | Wedstrijden | Doelpunten | Doelpunten | Doelpunten | Punten |
| Gespeeld    | Winst       | Gelijk      | Verlies     | Voor       | Tegen      | Saldo      | Punten |
| ----------- | ----------- | ----------- | ----------- | ---------- | ---------- | ---------- | ------ |
| 10          | 3           | 1           | 6           | 15         | 15         | –1         | 0.700  |

## Interlands
|                                                        |                                                          |       |                  |                                                                                        |
| 22 februari Vriendschappelijk № 500 «onderlinge duels» | Ecuador                                                  | 3 – 1 | Honduras         | Estadio George Capwell, Guayaquil Toeschouwers: 7.000 Scheidsrechter: Diego Haro (PER) |
| 22 februari Vriendschappelijk № 500 «onderlinge duels» | Marcos Caicedo 54' Robert Arboleda 61' José Cevallos 82' |       | 25' Erick Andino | Estadio George Capwell, Guayaquil Toeschouwers: 7.000 Scheidsrechter: Diego Haro (PER) |

|                                                                  |                                    |       |                           |                                                                                               |
| 23 maart Kwalificatie WK 2018 № 501 «onderlinge duels» 20:00 uur | Paraguay                           | 2 – 1 | Ecuador                   | Estadio Defensores del Chaco, Asuncion Toeschouwers: 18.000 Scheidsrechter: José Argote (VEN) |
| 23 maart Kwalificatie WK 2018 № 501 «onderlinge duels» 20:00 uur | Bruno Valdez 12' Junior Alonso 65' |       | 70' (pen.) Felipe Caicedo | Estadio Defensores del Chaco, Asuncion Toeschouwers: 18.000 Scheidsrechter: José Argote (VEN) |

|                                                                  |         |                                       |          |                                                                                            |
| 28 maart Kwalificatie WK 2018 № 502 «onderlinge duels» 20:00 uur | Ecuador | 0 – 2                                 | Colombia | Estadio Olímpico Atahualpa, Quito Toeschouwers: 32.000 Scheidsrechter: Néstor Pitana (ARG) |
| 28 maart Kwalificatie WK 2018 № 502 «onderlinge duels» 20:00 uur |         | 20' James Rodríguez 34' Juan Cuadrado |          | Estadio Olímpico Atahualpa, Quito Toeschouwers: 32.000 Scheidsrechter: Néstor Pitana (ARG) |

|                                                   |                             |       |                   |                                                                             |
| 8 juni Vriendschappelijk № 503 «onderlinge duels» | Ecuador                     | 1 – 1 | Venezuela         | FAU Stadium, Boca Raton Toeschouwers: 5.832 Scheidsrechter: Ted Unkel (USA) |
| 8 juni Vriendschappelijk № 503 «onderlinge duels» | Mikel Villanueva 29' (e.d.) |       | 42' Junior Moreno | FAU Stadium, Boca Raton Toeschouwers: 5.832 Scheidsrechter: Ted Unkel (USA) |

|                                                    |                                                                  |       |             |                                                                                     |
| 13 juni Vriendschappelijk № 504 «onderlinge duels» | Ecuador                                                          | 3 – 0 | El Salvador | Red Bull Arena, Harrison Toeschouwers: 5.000 Scheidsrechter: Baldomero Toledo (USA) |
| 13 juni Vriendschappelijk № 504 «onderlinge duels» | Jhon Cifuentes 18' Enner Valencia 51' Fernando Gaibor 79' (pen.) |       |             | Red Bull Arena, Harrison Toeschouwers: 5.000 Scheidsrechter: Baldomero Toledo (USA) |

|                                                              |                                                              |       |                      |                                                                                             |
| 26 juli Vriendschappelijk № 505 «onderlinge duels» 20:30 uur | Ecuador                                                      | 3 – 0 | Trinidad en T.       | Estadio George Capwell, Guayaquil Toeschouwers: 15.000 Scheidsrechter: Henry Gambetta (PER) |
| 26 juli Vriendschappelijk № 505 «onderlinge duels» 20:30 uur | Juan Luis Anangonó 20' Fernando Gaibor 74' Jacob Murillo 90' |       | 40' Carlyle Mitchell | Estadio George Capwell, Guayaquil Toeschouwers: 15.000 Scheidsrechter: Henry Gambetta (PER) |

|                                                                     |                                    |       |         |                                                                                              |
| 31 augustus Kwalificatie WK 2018 № 506 «onderlinge duels» 20:00 uur | Brazilië                           | 2 – 0 | Ecuador | Arena do Grêmio, Porto Alegre Toeschouwers: 36.689 Scheidsrechter: Mario Díaz de Vivar (PAR) |
| 31 augustus Kwalificatie WK 2018 № 506 «onderlinge duels» 20:00 uur | Paulinho 69' Philippe Coutinho 76' |       |         | Arena do Grêmio, Porto Alegre Toeschouwers: 36.689 Scheidsrechter: Mario Díaz de Vivar (PAR) |

|                                                                     |                           |       |                                     |                                                                                              |
| 5 september Kwalificatie WK 2018 № 507 «onderlinge duels» 16:00 uur | Ecuador                   | 1 – 2 | Peru                                | Estadio Olímpico Atahualpa, Quito Toeschouwers: 35.000 Scheidsrechter: Enrique Cáceres (PAR) |
| 5 september Kwalificatie WK 2018 № 507 «onderlinge duels» 16:00 uur | Enner Valencia 79' (pen.) |       | 73' Edison Flores 76' Paolo Hurtado | Estadio Olímpico Atahualpa, Quito Toeschouwers: 35.000 Scheidsrechter: Enrique Cáceres (PAR) |

|                                                                   |                                       |       |                   |                                                                                      |
| 5 oktober Kwalificatie WK 2018 № 508 «onderlinge duels» 20:30 uur | Chili                                 | 2 – 1 | Ecuador           | Estadio Monumental, Santiago Toeschouwers: 35.000 Scheidsrechter: Sandro Ricci (BRA) |
| 5 oktober Kwalificatie WK 2018 № 508 «onderlinge duels» 20:30 uur | Eduardo Vargas 22' Alexis Sánchez 85' |       | 84' Renato Ibarra | Estadio Monumental, Santiago Toeschouwers: 35.000 Scheidsrechter: Sandro Ricci (BRA) |

|                                                                    |                   |       |                                                    |                                                                                               |
| 10 oktober Kwalificatie WK 2018 № 509 «onderlinge duels» 18:30 uur | Ecuador           | 1 – 3 | Argentinië                                         | Estadio Olímpico Atahualpa, Quito Toeschouwers: 25.600 Scheidsrechter: Anderson Daronco (BRA) |
| 10 oktober Kwalificatie WK 2018 № 509 «onderlinge duels» 18:30 uur | Romario Ibarra 1' |       | 11' Lionel Messi 18' Lionel Messi 62' Lionel Messi | Estadio Olímpico Atahualpa, Quito Toeschouwers: 25.600 Scheidsrechter: Anderson Daronco (BRA) |

## FIFA-wereldranglijst
| JAN | FEB | MAR | APR | MEI | JUN | JUL | AUG | SEP | OKT | NOV | DEC |
| --- | --- | --- | --- | --- | --- | --- | --- | --- | --- | --- | --- |
| 20  | 22  | 22  | 25  | 25  | 24  | 31  | 32  | 35  | 60  | 71  | 70  |

## Statistieken
| Máximo Banguera         | 1985-12-16 | Barcelona SC            | 5 | 1 | 0 | 33  | 0  |
| Esteban Dreer           | 1981-11-11 | Club Sport Emelec       | 5 | 0 | 0 | 12  | 0  |
| Hamilton Piedra         | 1993-02-20 | Club Deportivo Cuenca   | 0 | 1 | 0 | 1   | 0  |
| Verdediging             |            |                         |   |   |   |     |    |
| Robert Arboleda         | 1991-10-22 | São Paulo               | 6 | 0 | 1 | 7   | 1  |
| Cristian Ramírez        | 1994-08-12 | FK Krasnodar            | 6 | 0 | 0 | 14  | 1  |
| Pedro Velasco           | 1993-06-29 | Barcelona SC            | 6 | 0 | 0 | 6   | 0  |
| Darío Aimar             | 1995-01-05 | Barcelona SC            | 5 | 0 | 0 | 5   | 0  |
| Gabriel Achilier        | 1985-03-24 | Monarcas Morelia        | 3 | 2 | 0 | 49  | 1  |
| Luis Caicedo            | 1992-05-11 | Barcelona SC            | 3 | 0 | 0 | 6   | 0  |
| Walter Ayoví            | 1979-08-11 | Guayaquil City          | 2 | 0 | 0 | 121 | 8  |
| Arturo Mina             | 1990-10-08 | Yeni Malatyaspor        | 2 | 0 | 0 | 18  | 1  |
| Mario Pineida           | 1992-07-06 | Barcelona SC            | 2 | 0 | 0 | 5   | 0  |
| Óscar Bagüí             | 1982-12-10 | Club Sport Emelec       | 1 | 1 | 0 | 25  | 0  |
| Christian Cruz          | 1992-08-01 | Guayaquil City          | 1 | 0 | 0 | 1   | 0  |
| Luis Fernando León      | 1993-04-11 | Independiente del Valle | 1 | 0 | 0 | 2   | 0  |
| Juan Carlos Paredes     | 1987-07-08 | Club Sport Emelec       | 1 | 0 | 0 | 69  | 0  |
| José Quinteros          | 1990-06-20 | LDU Quito               | 0 | 1 | 0 | 1   | 0  |
| Middenveld              |            |                         |   |   |   |     |    |
| Jefferson Orejuela      | 1993-02-14 | Fluminense              | 5 | 1 | 0 | 10  | 0  |
| Luis Antonio Valencia   | 1985-08-04 | Manchester United       | 5 | 0 | 0 | 92  | 10 |
| Pedro Quiñónez          | 1986-03-04 | Club Sport Emelec       | 5 | 0 | 0 | 24  | 0  |
| Matías Oyola            | 1982-10-15 | Barcelona SC            | 4 | 2 | 0 | 7   | 0  |
| Juan Cazares            | 1992-04-03 | Atlético Mineiro        | 3 | 1 | 0 | 21  | 1  |
| Christian Noboa         | 1985-04-09 | Roebin Kazan            | 3 | 0 | 0 | 77  | 4  |
| Fernando Gaibor         | 1991-10-08 | CA Independiente        | 2 | 4 | 2 | 14  | 2  |
| Marcos Caicedo          | 1991-11-10 | Barcelona SC            | 2 | 4 | 1 | 8   | 1  |
| Gabriel Cortez          | 1995-10-10 | Lobos BUAP              | 2 | 2 | 0 | 4   | 0  |
| Renato Ibarra           | 1991-01-20 | Club América            | 2 | 0 | 0 | 36  | 0  |
| Jefferson Intriago      | 1996-06-04 | LDU Quito               | 2 | 0 | 0 | 2   | 0  |
| José Francisco Cevallos | 1995-01-18 | KSC Lokeren             | 1 | 2 | 1 | 3   | 1  |
| Miller Bolaños          | 1990-06-01 | Club Tijuana            | 1 | 0 | 0 | 20  | 8  |
| Erick Castillo          | 1995-02-05 | Barcelona SC            | 1 | 0 | 0 | 1   | 0  |
| Fidel Martínez          | 1990-02-15 | Atlas Guadalajara       | 1 | 0 | 0 | 30  | 7  |
| Jordan Sierra           | 1997-04-23 | Lobos BUAP              | 0 | 2 | 0 | 2   | 0  |
| Jefferson Montero       | 1989-09-01 | Getafe CF               | 0 | 1 | 0 | 63  | 10 |
| Aanval                  |            |                         |   |   |   |     |    |
| Enner Valencia          | 1989-11-04 | Tigres UANL             | 6 | 1 | 2 | 41  | 21 |
| Ayrton Preciado         | 1994-07-17 | Club Sport Emelec       | 4 | 1 | 0 | 5   | 0  |
| Felipe Caicedo          | 1988-09-05 | Lazio Roma              | 3 | 1 | 1 | 68  | 22 |
| Ángel Mena              | 1988-01-21 | Cruz Azul               | 2 | 2 | 0 | 12  | 1  |
| Roberto Ordoñez         | 1985-05-04 | Delfín Sporting Club    | 2 | 0 | 0 | 2   | 0  |
| Michael Estrada         | 1996-04-07 | Independiente del Valle | 1 | 2 | 0 | 3   | 0  |
| Romario Ibarra          | 1994-09-24 | Universidad Católica    | 1 | 1 | 2 | 2   | 2  |
| Jhon Cifuentes          | 1992-07-23 | Universidad Católica    | 1 | 1 | 1 | 2   | 1  |
| Juan Luis Anangonó      | 1989-04-13 | LDU Quito               | 1 | 0 | 1 | 3   | 1  |
| Michael Arroyo          | 1987-04-23 | Grêmio                  | 1 | 0 | 0 | 30  | 5  |
| Jacob Murillo           | 1993-03-31 | Estudiantes de La Plata | 0 | 2 | 1 | 2   | 1  |
| Bryan Cabezas           | 1997-03-20 | US Avellino             | 0 | 1 | 0 | 1   | 0  |
| Romario Caicedo         | 1990-05-23 | Club Sport Emelec       | 0 | 1 | 0 | 1   | 0  |
| Carlos Garcés           | 1990-03-01 | Delfín Sporting Club    | 0 | 1 | 0 | 1   | 0  |
| Jonny Uchuari           | 1994-01-19 | Club Deportivo Cuenca   | 0 | 1 | 0 | 2   | 0  |